# Berengar von Toulouse
Berengar von Toulouse, genannt der Weise (katalanisch Berenguer el Savi; * um 800; † 835), war Graf von Toulouse, Herzog von Septimanien und Graf von Barcelona.

## Herkunft
Berengar war Sohn des Markgrafen Unruoch von Ternois (Unruochinger) und von Engeltrude von Paris.
Seine Geschwister waren
- Markgraf Eberhard von Friaul (* 810; † 866), heiratete Gisela, Tochter Kaiser Ludwigs des Frommen; Berengar war somit Onkel von Berengar von Friaul, dem späteren Römisch-deutschen Kaiser Berengar I.
- Adalhard († 3. April 864) Abt von Saint-Bertin und Saint-Amand
- und eine unbekannte Schwester, Gattin von Suppo III., Markgraf von Spoleto 871/875

## Titel
- 814 bis 835 Graf (oder Herzog) von Toulouse
- 832 bis 835 Herzog und Markgraf von Septimanien und Graf von Barcelona.

## Leben
Als Berater Pippins I. von Aquitanien riet er diesen davon ab, sich 831 mit seinem Bruder Lothar gegen ihren Vater, Kaiser Ludwig den Frommen zu erheben. Pippin I. hörte aber auf Bernhard von Septimanien, der ihn zu dem Aufstand ermunterte.
Berengar, der auf der Seite des Kaisers stand, bemächtigte sich Bernhards Grafschaften Roselló, Rasés und Conflent.
Schließlich zwangen fortwährende Siege der kaiserlichen Truppen 832 Pippin und Bernhard, vor dem Kaiser zu erscheinen. Pippin wurde abgesetzt und nach Trier verbannt. Sein Land wurde Karl II. dem Kahlen übertragen. Bernhard wurde der Untreue beschuldigt und verlor seine gesamten Besitzungen in Septimanien an Berengar. Dieser verband nun den alten Grafentitel von Toulouse mit dem von Septimanien/Narbonne.
833 verlor Berengar seine Grafschaften Pallars und Ribagorça an Aznar I. Galíndez, Graf von Urgell und Cerdanya.
834 versöhnte sich Pippin mit dem Kaiser und besiegte seinen Bruder Lothar. Bernhard, der Pippin dabei unterstützt hatte, beanspruchte nun seine ehemaligen Titel als Belohnung. 835 lud der Kaiser Berengar und Bernhard ein, um eine Entscheidung über die Besitzungen in Septimanien und Gothien zu treffen. Auf der Reise verstarb jedoch Berengar unerwartet und so fielen die dortigen Grafschaften an Bernhard.